# Indosylvirana indica
Indosylvirana indica es una especie de anfibio anuro de la familia Ranidae.

## Distribución geográfica
Esta especie es endémica de la India. Habita en Karnataka y Kerala adyacente entre los 60 y 1145 m sobre el nivel del mar en los Ghats occidentales.

## Descripción
Los machos miden de 46.6 a 58.6 mm y las hembras de 66 a 74.3 mm.

## Etimología
El nombre de su especie le fue dado en referencia al lugar de su descubrimiento, la India.

## Publicación original
- Biju, Garg, Mahony, Wijayathilaka, Senevirathne & Meegaskumbura, 2014 : DNA barcoding, phylogeny and systematics of Golden-backed frogs (Hylarana, Ranidae) of the Western Ghats-Sri Lanka biodiversity hotspot, with the description of seven new species. Contributions to Zoology, vol. 83, n.º 4, p. 269–335[4]